# 단백질 전환
단백질 전환(蛋白質轉換, 영어: protein turnover)은 생물학의 개념으로 오래된 단백질이 세포 내에서 분해되어 교체되는 것을 의미한다. 단백질의 종류에 따라 전환율이 매우 다르다.
건강과 정상적인 단백질 대사를 위해서는 단백질 합성과 단백질 분해 간의 균형이 필요하다. 합성이 분해보다 많은 것은 제지방을 형성하는 동화작용 상태를 나타내고 분해가 합성보다 많은 것은 제지방을 태우는 이화작용 상태를 나타낸다. D.S. 던롭(D.S. Dunlop)에 따르면, 단백질 전환은 다른 진핵세포와 마찬가지로 뇌세포에서 일어나지만, "뇌에 특유하거나 고유한 제어 및 조절 측면에 대한 지식은 뇌 기능을 이해하는 데 필수적인 요소"이다.
단백질 전환은 사람을 포함한 모든 노화 생물에서 나이가 들면서 감소하는 것으로 알려져 있다. 이로 인해 신체 내에서 손상된 단백질의 양이 증가한다.

## 예
| 이름                     | 반감기 |
| ------------------------ | ------ |
| 콜라겐                   | 117년  |
| 눈의 수정체의 크리스탈린 | >70년  |
| RFC1                     | 9시간  |
| RPS8                     | 3시간  |
| 오르니틴 탈카복실화효소  | 11분   |

## 운동 과학에서의 단백질 전환
4주간 유산소 운동을 하면 이전에는 건강하지 못했던 사람들의 골격근 단백질 전환이 증가하는 것으로 나타났다. 단백질이 풍부한 식단은 지구력 운동 선수의 전신에서 단백질 전환을 증가시킨다.
일부 보디빌딩 보충제는 신체 내 이화작용 호르몬 수를 줄이거나 차단하여 단백질 분해를 줄인다고 주장한다. 이것은 동화작용을 증가시키는 것으로 여겨진다. 그러나 단백질 분해가 너무 낮으면 신체는 운동 중 손상된 근육 세포를 제거할 수 없게 되고, 결국 새로운 근육 세포의 성장이 방해를 받게 된다.

## 같이 보기
- 전환수